# Митницкий, Эдуард Маркович
Эдуард Маркович Митницкий (4 августа 1931, Киев, УССР, СССР — 31 октября 2018, Киев, Украина) — советский и украинский театральный режиссёр, художественный руководитель Киевского академического театра драмы и комедии на левом берегу Днепра в Киеве. Народный артист Украинской ССР (1988), Народный артист Российской Федерации (2004).

## Биография
Родился в 1931 году в Киеве.
С 1972 по 1975 гг. — главный режиссёр Киевского театра оперетты.
Основатель и художественный руководитель Киевского государственного театра драмы и комедии на левом берегу Днепра.
В Русском драматическом театре Литвы поставил спектакли «Украденное счастье» И. Франко (1996), «Пять пудов любви» («Чайка») А. Чехова (1997), «Анна Каренина» (2004).
Всего Эдуардом Митницким создано более 140 спектаклей в театрах Украины, России, Германии, Чехии, Болгарии и других стран.
Скончался 31 октября 2018 года, похоронен на Байковом кладбище Киева.
4 августа 2020 года на фасаде здания Театра драмы и комедии на левом берегу Днепра, который Митницкий основал и долгие годы возглавлял, была открыта мемориальная доска в его честь. На открытии также присутствовали нынешние руководители театра — Стас Жирков (директор-художественный руководитель) и Тамара Трунова (главный режиссер), а также ученики, коллеги, и близкие Эдуарда Митницкого.

## Творчество
Поставил более ста спектаклей в театрах.

### Профессиональные театры
Севастопольский театр им. А. В. Луначарского
1. 1960 — «Верю в тебя» В. Коростылева
2. 1966 — «Ревнивая к самой себе» Тирсо де Молина
3. 1976 — «Виновные в убийстве» Е. Коллдуела

Крымский академический театр имени М. Горького
1. 1960 — «Глубокие корни» Д.Гоу, А.Д’юссо
2. 1974 — «Открытие» Ю. Щербака
3. 1975 — «Долгожданный» А. Салынского
4. 1975 — «Орфей спускается в ад» Т. Уильямса

Рязанский театр драмы
1. 1963 — «Рассудите нас, люди!» А. Андреева
2. 1963 — «Живой труп» Л. Толстого
3. 1964 — «Между ливнями» А. Штейна
4. 1964 — «Совесть» Д. Павловой
5. 1965 — «Буря в стакане» И. Дворецкого
6. 1965 — «Чти своего отца» С. Лаврентева
7. 1965 — «Камушки на ладони» А. Салынского
8. 1965 — «Федька-Есаул» Б. Ромашова
9. 1969 — «Справедливость — моё ремесло» Л. Жуховицкого
10. 1969 — «Мария» П. Салынского

Казанский Большой драматический театр им. В. И. Качалова
1. 1966 — «Дом, где мы родились» П. Когоута
2. 1966 — «Ревнивая к самой себе» Тирсо де Молина
3. 1967 — «Корнелия Карпарелла» М. Чорчолини
4. 1972 — «Летние прогулки» А. Салынского
5. 1972 — «В этом милом старом доме» А. Арбузова

Воронежский академический театр им. А. В. Кольцова
1. 1972 — «На всякого мудреца довольно простоты» А. Островского

Николаевский театр им. В. Чкалова
1. 1973 — «Голубые олени» А. Коломийца

Ростовский академический театр им. М. Горького
1. 1976 — «Зыковы» М. Горького

Одесский театр музыкальной комедии им. М. Водяного
1. 1976 — «Поздняя серенада» по пьесе «В этом милом старом доме» А. Арбузова
2. 1977 — «Сердце мое здесь» по пьесе «Пока арба не перевернулась» О. Иоселиани
3. 1977 — «Товарищ любовь» по пьесе «Любовь Яровая» К. Тренева
4. 1981 — «Обещание…обещание» Н. Саймона
5. 1986 — «Агент 00» Г. Боровика
6. 1987 — «Скрипач на крыше» Шолом-Алейхема
7. 1996 — «Трехгрошовая любовь» (по пьесе «Трехгрошовая опера») Б. Брехта, К. Вайля

Одесский русский драматический театр
1. 1977 — «Зыковы» М. Горького
2. 2000 — «Анна Каренина» Л. Толстого

Киевский театр оперетты
1. 1971 — «Город влюбленных» Д. Кисина, музыка Л. Колодуба
2. 1974 — «Свадьба Кречинського» А. Сухово-Кобылина, музыка А. Колкера

Киевский Национальный театр им. Леси Украинки
1. 1966 — «Поднятая целина» М. Шолохова
2. 1967 — «Традиционный сбор» В. Розова
3. 1968 — «Варшавская мелодия» Л. Зорина
4. 1968 — «Странная миссис Севидж» Д. Патрика
5. 1968 — «Справедливость — моё ремесло» Л. Жуховицкого
6. 1969 — «На дне» М. Горького (восстановление спектакля Л. Варпаховского)
7. 1970 — «Мария» А. Салынского
8. 1972 — «Человек со стороны» И. Дворецкого
9. 1973 — «Варвары» М. Горького
10. 1978 — «Хозяйка» М. Гараевой
11. 1981 — «Прошу занести в стенограмму» Р. Феденева
12. 1993 — «Пять пудов любви» по пьесе «Чайка» А. Чехова
13. 1993 — «Генералы в юбках» Ж. Ануя

Национальный академический драматический театр им. И. Франко
1. 1984 — «Вечер» А. Дударева
2. 1985 — «Рейс в 12.00» Ю. Бедзика

Русский драматический театр Литвы (Вильнюс)
1. 1987 — «Украденное счастье» И. Франко
2. 1997 — «Пять пудов любви» по пьесе «Чайка» А. Чехова
3. 2003 — «Живой труп» Л. Толстого
4. 2005 — «Анна Каренина» Л. Толстого

Рижский театр музыкальной комедии
1. 1988 — «Скрипач на крыше» Шолом-Алейхема, музыка Дж. Бока

Киевский академический театр драмы и комедии на левом берегу Днепра
1. 1979 — «Высшая точка — любовь» Р. Феденева
2. 1979 — «Тревога» (по пьесе «Ночной диалог») А. Петрашкевича
3. 1979 — «Драма в учительской» Я. Стельмаха
4. 1979 — «Сержант, мой выстрел первый» Е. Володарского
5. 1979 — «Шесть старых дев и один мужчина» О. Иоселиани
6. 1980 — «Мы, ниже подписавшиеся» А. Гельман
7. 1981 — «На Молдаванке музыка играла» О. Сосина
8. 1981 — «Привет всем. Маркс» по пьесе «Недолгая и счастливая жизнь» Г. Кальтофена, Х. Пфайфера
9. 1982 — «Что случилось, мсье?» М. Фермо (руководитель постановки)
10. 1982 — «Правда памяти» А. Абдуллина
11. 1982 — «Шутка дьявола» М. Поповича (совместно с М. Личем)
12. 1983 — «Закон вечности» Н. Думбадзе
13. 1984 — «Агент 00» Г. Боровика
14. 1984 — «Гамлет» В. Шекспира
15. 1985 — «Пять романсов в старом доме» А. Арро
16. 1986 — «Оптимистическая трагедия» Вс. Вишневского
17. 1986 — «Провинциалки» Я. Стельмаха
18. 1986 — «Все в саду» Э. Олби (руководитель постановки)
19. 1987 — «Блондинка» А. Володина (руководитель постановки)
20. 1987 — «Спортивные сцены 1981 года» Э. Радзинского (руководитель постановки)
21. 1988 — «Он и Она» по пьесе «Скамейка» А. Гельмана
22. 1988 — «Я всегда твоя невеста» О. Иоселиани
23. 1990 — «Убьем мужчину?» Э. Радзинского
24. 1991 — «Я вам нужен, господа!» по пьесе «На всякого мудреца довольно простоты» А. Островского
25. 1995 — «Майн Кампф, или носки в кофейнике» Д. Табори
26. 1996 — «Дура» М. Ашар (руководитель постановки)
27. 1997 — «Живой труп» Л. Толстого
28. 1999 — «Так закончилось лето» И. Шоу
29. 2000 — «Анна Каренина» Л. Толстого
30. 2003 — «Море…… Ночь… Свечи…» Й. Бар-Йосефа
31. 2004 — «Не хочу тебя видеть. Люблю… Мелисса» А. Герни
32. 2006 — «26 комнат…» А. Чехова
33. 2010 — «Три сестры» А. Чехова

Запорожский театр им. Н. Щорса
1. 1990 — «Гамлет» В. Шекспира

Словацкий Национальный театр им. Заборского
1. 1982 — «Тихий Дон» М. Шолохова

Болгарский театр им. апостола Карамитева
1. 1986 — «Последняя женщина сеньора Хуана» Л. Жуховицкого
2. 1987 — «Ах,Маня!» Г. Щербакова

Театр в г. Лейпциг
1. 1989 — «Самоубийца» Н. Эрдмана
2. 1990 — «Чайка» А. Чехова
3. 1991 — «Майн Кампф» Д. Табори
4. 1992 — «Ревизор» Н. Гоголя

Театр в г. Альтенбург
1. 1993 — «Скрипач на крыше» Шолом-Алейхема, музыка Дж. Бока

Киевский дворец «Украина» (Театр песни)
1. 1979 — Спектакль-концерт творческой молодежи Украины «Молодые голоса»
2. 1981 — «Как тебя не любить» В. Сафонова

### Учебные театры
Оперная студия при республиканском доме актёра (Киев)
1. 1968 — «Слава» (опера в 3-х действ., либретто М. Вериковского по пьесе В.Гусева)

Киевский институт культуры
1. 1973 — «Чинчарка» Н. Хуцешвили (дипломный спектакль)

Учебный театр-студия при киевском государственном институте театрального искусства им. И. К. Карпенко-Карого
1. 1982 — «Годы странствий» А. Арбузова

### Народные театры
Постановки осуществлены в 1953—63 и 1968—72 годах в театрах завода «Большевик», Бориспольского дома культуры, Дарницкого Дворца культуры железнодорожников, Театральная студия педагогического института им. М. Горького.
1. 1953 — «Наталка-Полтавка» И. Котляревского
2. 1954 — «Годы странствий» А. Арбузова
3. 1957 — «Особое дело» А. Штейна
4. 1958 — «Диктатура» И. Микитенко
5. 1958 — «Дай серцю волю» М. Кропивницького
6. 1959 — «Платон Кречет» А. Корнийчука
7. 1959 — «Гостиница „Астория“» А. Штейна
8. 1960 — «Третья, патетическая» М. Погодин
9. 1960 — «Дальняя дорога» А. Арбузова
10. 1961 — «Где мое место?» Н. Чорчолини
11. 1961 — «97» М. Кулиша
12. 1963 — «Дело прокурора Малахова» В. Собко
13. 1963 — «Опаснее врага» Д. Аль, И. Раков
14. 1963 — «Преступление, за которое не судят» Л. Горбашева
15. 1968 — «Совесть» Д. Павловой
16. 1968 — «В день свадьбы» В. Розова
17. 1970 — «Дума про Британку» Ю. Яновского
18. 1972 — «Пока арба не перевернулась» О. Иоселиани

### Центральное телевидение (Москва)
1. 1980 — «Хозяйка» (фильм-спектакль)

### Радиоспектакли (1963—1990)
1. Аграненко В."Живет на свете женщина"
2. Арбузов А."Старомодная комедия"
3. Арро В."Пять романсов в старом доме"
4. Вайспер Ж. «Подарок Мадонны»
5. Воронько П. «Шевченко»
6. Воронько П. «Чугайстер»
7. Гараева М."Хозяйка"
8. Григурко И."Канал"
9. Даль Г."Кожа"
10. Дворецкий И."Выстрел"
11. Евдокимов Н."Грешница"
12. Зарудний М."Антей"
13. Збанацкий Ю. «Волны»
14. Иоселиани О. «Шесть старых дев и один мужчина»
15. Крымов Ю. "Танкер «Дербент»
16. Кузнецов А. «Продолжение легенды»
17. Левада А. «Фауст и смерть»
18. Лидин В. «Николай Васильевич»
19. Маяковский В. «Баня»
20. Полднева Л."Этюд"
21. Принцев Ю. "Девятая симфония
22. Собко В."Дело прокурора Малахова"
23. Стельмах Я. «Драма в учительской»
24. Д.Холендро «Кларенс и Джульетта»
25. Ю.Яковлев «Юрко-безштанько»

## Признание и награды
- 1988 — почётное звание «Народный артист Украинской ССР»
- 1997 — Номинант премии «Киевская пектораль» в категории «Лучшая режиссёрская работа» (спектакль «Живой труп»)
- 1998 — Номинант премии «Киевская пектораль» в категории «Лучшая режиссёрская работа» (спектакль «Елисейские поля в Нью-Орлеане»)
- 1998 — Лауреат премии «Киевская пектораль» в категории «За весомый вклад в театральное искусство»
- 1998 — Орден «За заслуги» ІІІ степени (20 ноября 1998 года) — за значительный личный вклад в развитие театрального искусства, весомые творческие достижения[4]
- 2002 — Орден Дружбы (3 апреля 2002 года, Россия) — за большой вклад в развитие театрального искусства и укрепление российско-украинских культурных связей[5]
- 2003 — Номинант премии «Киевская пектораль» в категории «Лучшая режиссёрская работа» (спектакль «Море, ночь, свечи»)
- 2004 — почётное звание «Народный артист Российской Федерации» (15 января 2004 года) — за большой вклад в развитие искусства и укрепление российско-украинских культурных связей[6]
- 2004 — Орден «За заслуги» ІІ степени (31 марта 2004 года) — за многолетний добросовестный труд, весомые достижения в профессиональной деятельности, личный вклад в социально-экономическое и культурное развитие столицы Украины — города Киева[7]
- 2010 — Лауреат премии «Киевская пектораль» в категории «Лучшая режиссёрская работа» (спектакль «Три сестры»)
- 2011 — Юбилейная медаль «20 лет независимости Украины» (19 августа 2011 года) — за значительный личный вклад в социально-экономическое, научно-техническое и культурно-образовательное развитие Украинского государства, весомые трудовые достижения и многолетний добросовестный труд[8]
- 2016 — Орден «За заслуги» І степени (22 августа 2016 года) — за значительный личный вклад в государственное строительство, социально-экономическое, научно-техническое, культурно-образовательное развитие Украины, весомые трудовые достижения и высокий профессионализм[9]